# Koalice pro inovativní epidemickou připravenost
Koalice pro inovativní epidemickou připravenost (anglicky Coalition for Epidemic Preparedness Innovations, CEPI) je nadnárodní nadace založená v roce 2017 během Světového ekonomického fóra ve švýcarském Davosu. Sídlí v Norsku.

## Činnost
Nadace přijímá příspěvky a dary od veřejnosti, od soukromých subjektů, filantropů a občanských společností (NNO, zájmové skupiny, obchodní sdružení, náboženské organizace, profesní sdružení), aby financovala nezávislé výzkumné projekty, vyvíjející vakcíny na infekční nemoci objevující se v posledních cca 20 letech (EID – emerging infectious diseases).
Spolupracuje s mezinárodními zdravotnickými úřady a vývojáři vakcín na vývoji vakcín pro prevenci epidemií. Zaměřuje se na nemoci označené WHO jako prioritní:
- MERS-CoV
- SARS-CoV-2
- onemocnění způsobené virem Nipah
- horečka Lassa
- horečka riftového údolí
- horečky chikungunya a
- Nemoc X.

V průběhu pandemie covidu-19 v roce 2020 financovala CEPI vývoj devíti kandidátů na vakcíny v portfoliu záměrně rozdělené mezi různé technologie vakcín pro zvýšení šancí na nalezení účinné vakcíny:
1. Vakcína Oxford–AstraZeneca proti covidu-19
2. Clover Biopharmaceuticals (SCB-2019)
3. Vakcína CureVac proti covidu-19 (Zorecimeran)
4. Inovio (INO-4800)
5. Pasteurův ústav (MV-SARS-CoV-2)
6. Vakcína Moderna proti covidu-19
7. Vakcína Novavax proti covidu-19
8. SK bioscience (GBP 510)
9. Hongkongská univerzita.

## Významní přispěvatelé
Spojené království, Kanada, Belgie, Norsko, Švýcarsko, Německo a Nizozemsko poskytly Koalici počátkem května 2020 915 milionů dolarů.
Nadace Billa a Melindy Gatesových, soukromá charitativní organizace zabývající se výzkumem a distribucí vakcín, věnovala 250 milionů dolarů na podporu Koalici pro výzkum a podporu veřejného vzdělávání u vakcíny proti covidu-19.